# Beatriz Carvajal
Pour les articles homonymes, voir Carvajal.
Beatriz Carvajal (Madrid, 24 décembre 1949) est une actrice espagnole de théâtre, télévision et cinéma.
Depuis son enfance elle a voulu être actrice, et elle a participé dans quelques œuvres de théâtre (La zapatera prodigiosa, Mariana Pineda, Los árboles mueren de pie  or[pas clair] Cuidado con las personas formales) dans les années 1960 et 1970. 
Puis, elle devient très connue grâce à ses rôles pour TVE et dans de nombreuses séries télévisées, œuvres théâtrales et films. 
Elle est célibataire et a deux filles adoptives, Montse Pla, qui joue avec elle dans la série Compañeros, et Nisma.

## Télévision
- 625 líneas, 1978 de José Antonio Plaza, comme comique. TVE.
- Lápiz y papel, 1981. TVE
- Un, dos, tres, comme "La Loli, 1982, 1983, 1985, TVE
- Querida Concha, 1992 Telecinco avec Concha Velasco
- Lleno, por favor, de Vicente Escrivá 1993, Antena 3
- ¿Quién da la vez?, de Vicente Escrivá 1995, Antena 3
- Carmen y familia d'Óscar Ladoire, 1995, TVE
- Más que amigos, (1998, comme Loli),
- Compañeros (comme Marisa Viñé 1998-2002),
- Paco y Veva (en 2004)
- Aquí no hay quien viva (2006, comme María Jesús, la Torrijas).
- La que se avecina, Telecinco.

## Théâtre
- Los habitantes de la casa deshabitada, 1981
- I do,I do; 1982
- Con ellos llegó la risa, 1983
- El hotelito, (1985) d'Antonio Gala
- Lázaro en el laberinto d'Antonio Buero Vallejo, 1985
- Entre tinieblas, de Fermín Cabal, 1992
- Los bosques de Nyx, 1994 Festival de Teatro Clásico de Mérida.

## Films
- Brujas, 1995 de Álvaro Fernández Armero avec Ana Álvarez et Penélope Cruz
- Corazón loco (1997), d'Antonio del Real
- Sprint especial (2005), de Juan Carlos Claver
- Ninette (2005), de José Luis Garci.

courts-métrages : (El Síndrome Martins (1999), de Jaime Magdalena, Velocidad (2000), de Fernando González, Mi abuelo es un animal (2000), de Mariano Barroso ou Otro tiempo (2001), de Belén Santos)

## Prix et nominations
| Prix                                   | An   | Série            | Resultat   |
| -------------------------------------- | ---- | ---------------- | ---------- |
| Unión de Actores                       | 1998 | Compañeros       | Gagnante   |
| Fotogramas de Plata                    | 1993 | Lleno, por favor | Nomination |
| Círculo de Escritores Cinematográficos | 2005 | Ninette          | Nomination |
| TP de Oro                              | 2000 | Compañeros       | Nomination |
| TP de Oro                              | 1993 | Lleno, por favor | Nomination |